# Зевой (Хунедоара)
Зевой (рум. Zăvoi) — село у повіті Хунедоара в Румунії. Входить до складу комуни Селашу-де-Сус.
Село розташоване на відстані 272 км на північний захід від Бухареста, 40 км на південь від Деви, 147 км на південь від Клуж-Напоки, 138 км на схід від Тімішоари, 148 км на північний захід від Крайови.

## Населення
За даними перепису населення 2002 року у селі проживали 132 особи, з них 131 особа (99,2%) румунів. Рідною мовою 131 особа (99,2%) назвала румунську.